# Utbildningssociologi
Utbildningssociologin studerar bildning, utbildning, fostran, undervisning, och lärande respektive dess resultat. Detta i relation till andra delar av samhället och till mer övergripande samhälleliga processer. En central problematik vilken föreligger inom den utbildningssociologiska forskningen är mötet mellan elevers, studenters och lärares olika tillgångar. Ett annat problemområde är utbildningsinstitutionernas framväxt och utveckling och relationen mellan utbildning och andra samhällsområden så som exempelvis kulturens. Utbildningssociologer intresserar sig också för den ordning som råder i utbildningsväsendet. Till grund för utbildningssociologin ligger mer generella sociologiska och historievetenskapliga forskningstraditioner.

## Framstående utbildningssociologer
- Emile Durkheim
- Randall Collins
- Jim Coleman
- John W. Meyer
- Raymond Boudon
- Pierre Bourdieu